# NGC 2857
NGC 2857 (другие обозначения — UGC 5000, MCG 8-17-95, ZWG 238.49, Arp 1, PGC 26666) — спиральная галактика (Sc) в созвездии Большая Медведица.
Этот объект входит в число перечисленных в оригинальной редакции «Нового общего каталога». Объект также входит в атлас пекулярных галактик.
В галактике вспыхнула сверхновая SN 2012fg типа IIP, её пиковая видимая звездная величина составила 14,5.
Галактика NGC 2857 входит в состав группы галактик NGC 2857. Помимо NGC 2857 в группу также входят ещё 11 галактик.